# Oktiábrskaya (Beloréchensk, Krasnodar)
Oktiábrskaya (del ruso: Октя́брьская) es una stanitsa del raión de Beloréchensk del krai de Krasnodar, en el sur de Rusia. Está situada 1 km al oeste del río Pshish, a orillas de un pequeño embalse que forma uno de sus afluentes y le separa de Chabanov en la vecina república de Adiguesia. Beloréchensk se encuentra 22 km al sudeste, y Krasnodar, la capital del krai, a 50 km al noroeste. Tenía 251 habitantes en 2011.
Pertenece al municipio Bzhedújovskoye.